# Christoffer Elstermann
Christoffer Elstermann, född omkring 1660 i Tyskland, död 13 januari 1713 i Stockholm, var en svensk-tysk glasgravör.
Chistoffer Elstermanns ursprung är okänt. Från 1687 arbetade han för änkedrottning Hedvig Eleonoras räkning men kom senare att arbeta för hovet i sin helhet och även för privatpersoner. Han knöts tidigt till Kungsholmens glasbruk och förefaller under sin tid i Sverige enbart ha graverat glasföremål därifrån. Från 1695 kallas han "kunglig glassnidare". Elstermann signerade inga arbeten, men man har trots det lyckats identifiera vissa av hans alster, däribland en bägare med Hedvig Eleonoras monogram på Nationalmuseum, två låga skålar även de med Hedvig Eleonoras monogram i Livrustkammaren, en hög lockbägaren med Nils och Anna Christina Gyllenstiernas alliansvapen på Smålands museum samt en kredenstallrik med sex glas och en karaffin där delar finns på Nationalmuseum och Nordiska museet, sex schatullflaskor med ätterna Bielke och Horns vapen daterade 1706 på Skoklosters slott och en lockremmare med hauptpastor Jacob von Melles vapen på Smålands museum. Därtill finns en glasram till en spegel ornerad med blommor på Säbylund.